# Heloisa Rosa
Heloisa de Oliveira Rosa Grubert, ou simplesmente Heloisa Rosa (Belo Horizonte, 24 de novembro de 1982), é uma cantora, compositora, produtora musical, multi-instrumentista e arranjadora brasileira de música cristã contemporânea, que possui influências do rock alternativo britânico. Além de uma carreira solo iniciada em 2004, Heloisa Rosa também fez parte dos grupos Clamor pelas Nações, Santa Geração e Atmosfera de Adoração e também colaborou com o cantor David Quinlan.
Seu primeiro álbum em carreira solo foi Liberta-me, lançado em 2004 e distribuído de forma independente. Em 2005 e 2006 lançou Unção que Une e Andando na Luz. Em 2008, a cantora assinou com a gravadora Graça Music e lançou Estante da Vida, seu projeto de maior sucesso, que vendeu mais de 50 mil cópias no Brasil e recebeu avaliações favoráveis da crítica especializada. Seu álbum mais recente é Paz, lançado em 2015.
Ao longo da carreira, Heloisa colaborou com vários artistas evangélicos, entre eles Lucas Souza e Fernandinho. Além disso, a cantora foi indicada ao Troféu Talento em 2009 nas categorias Revelação Feminina e Melhor Intérprete Feminino e no Troféu Promessas em 2012 na categoria Melhor Cantora. Em 2007, seus músicos de apoio formaram a banda de rock alternativo Palavrantiga.

## Carreira
Heloisa Rosa, como membro da Igreja Batista de Contagem por oito anos, fez parte do grupo Santa Geração, gravando, juntamente com Nívea Soares, vocais de apoio nos primeiros discos do grupo, como Poderoso Deus e Coração em Arrependimento. Em 2003, a cantora deu início a sua carreira solo.
Em 2004, a cantora gravou seu primeiro CD, intitulado Liberta-me, composta por doze faixas e com a participação do tecladista Lúcio Souza que, mais tarde, seria conhecido como o cantor Silva. O projeto trouxe a canção "Jesus É o Caminho", que é uma das músicas mais notáveis da carreira de Heloisa Rosa.
Em 2006, gravou o disco Andando na Luz, composta por dez faixas. A temática do disco foi sobre viver na verdade na vida cristã. Em 2007, há a mudança dos integrantes da banda, que fundaram o Palavrantiga,[carece de fontes?] e posteriormente a cantora reformulou seu grupo de apoio.
Em 2008, passou a integrar o cast da gravadora Graça Music, e gravou o disco Estante da Vida, composto por doze faixas e que lhe rendeu seu primeiro disco de ouro e avaliações favoráveis da mídia especializada.
Em 2010, a cantora posta no My Space uma segunda versão da música "Lindo Jesus", que era faixa do álbum Andando na Luz. Através da nova versão da música, a cantora declarou que aquilo era uma amostra do que o público esperaria do seu quarto álbum.[carece de fontes?] Posteriormente a cantora faz uma participação especial no álbum Teus Planos do cantor gospel Rafael Araújo, na música "Jesus". O álbum foi lançado pela Graça Music.
Em junho de 2011, já sem estar no cast da Graça Music, a cantora participa no álbum Que Ele Cresça do cantor Deigma Marques, na música "Brilha em Mim". As gravações do seu quarto disco, intitulado Confiança, iniciaram-se dia 27 de junho de 2011. Em agosto, a cantora fechou uma parceria de distribuição com a gravadora Onimusic e, no final de setembro de 2011, a cantora divulgou na Internet a música "Leva-me", do álbum Confiança. O álbum foi lançado dias depois. A temática do disco é a confiança em Deus.
Em 2013, Heloisa gravou seu primeiro trabalho audiovisual como cantora solo, dirigido por Hugo Pessoa. Lançado em 2014, Ao Vivo em São Paulo abrange músicas de seus quatro álbuns solo anteriores e foi distribuído em vários formatos pela gravadora Musile Records.
Em 2015, a cantora lançou o álbum Paz, cuja produção musical foi assinada por Jr. Finnis. O álbum conteve, ainda, a participação do cantor Mauro Henrique, vocalista da banda Oficina G3, na música "Glorioso Dia". O single do projeto foi a música "O Seu Caminho", que foi uma das canções evangélicas mais tocadas nas rádios brasileiras em 2016.
Em 2016 a cantora decidiu pausar a carreira por conta de sua segunda gestação e mudança para os Estados Unidos. No ano seguinte a cantora retornou a fazer shows e, entre 2018 e 2019, liberou vários singles inéditos e regravações.

## Escritora
Heloisa Rosa escreveu três livros: A Restauração da Arte Cristã; Eva uma Mulher de Deus; e O Resgate do Artista Musical. Escritora talentosa, seus escritos foram um marco para o desenvolvimento da arte cristã no Brasil e no mundo. Adquira pela HR Store.

## Vida pessoal
Heloisa Rosa é casada com Marcus Grubert e possui dois filhos, Joshua e Anne.
Seu irmão, o guitarrista Josias Alexandre, foi membro da formação original do Palavrantiga.
Seu marido foi preso no estado americano da Flórida em maio de 2024 por abuso sexual contra uma menina, supostamente cometido no ano anterior.

## Discografia[3]
Álbuns de estúdio
- 2004: Liberta-me
- 2005: Unção que Une (com Atmosfera de Adoração)
- 2006: Andando na Luz
- 2008: Estante da Vida
- 2011: Confiança
- 2015: Paz

Álbuns ao vivo
- 2008: Amigos Adoradores (com Fernandinho e Ricardo Robortella)
- 2014: Ao Vivo em São Paulo - Volume 1
- 2014: Ao Vivo em São Paulo - Volume 2

DVDs
- 2008: Amigos Adoradores (com Fernandinho e Ricardo Robortella)
- 2014: Ao Vivo em São Paulo

Com o Santa Geração
- 2001: Adoração Íntima
- 2002: A Presença da Glória
- 2002: Poderoso Deus
- 2003: Coração em Arrependimento